# Antártida uruguaya
La Antártida Uruguaya fue la denominación que el Profesor Julio C. Musso empleaba para referirse al espacio de naturaleza donde consideraba que Uruguay debería ejercer su acción sobre el continente antártico. De hecho, no le asignaba una delimitación específica ni significaba una reclamación territorial, pero sí la consideraba como un ámbito de acción natural de la proyección marítima austral de Uruguay. Este reclamo se superpone con los reclamos británicos y noruegos.
Uruguay forma parte del Tratado Antártico como miembro consultivo desde el 11 de enero de 1980 y reservó los derechos que le correspondan en la Antártida de acuerdo con el Derecho Internacional. Actualmente Uruguay tiene dos bases antárticas: la Base Artigas (en funcionamiento todo el año) y la Estación científica antártica Ruperto Elichiribehety (en funcionamiento solo en verano).

## Proyecto Nacional sobre Antártida del profesor Musso (1961)
En esta transcripción de un artículo de prensa publicado en 1961, el profesor Julio C. Musso presenta por primera vez su «Proyecto Nacional sobre Antártida».

El Proyecto de Comisión Uruguaya de Cooperación Antártica, actualmente en estudio y decisión de los Ministerios competentes, desarrolla un plan de largo alcance, contemplando diversos aspectos y jurisdicciones.

El área de ultramar, relacionada con actos de soberanía, radicación de estaciones científicas, adiestramiento de expediciones, equipamiento de buques, estada y retorno de las expediciones y misiones científicas, concretaría labor posterior de la comisión.
En el área metropolitana se define el primer objetivo de la comisión, ya que en la misma se prevé una atención preferencial para todas las naves que hacen escalas en los puertos uruguayos desde o hacia la Antártica, ya fueren expediciones científicas o de carácter comercial e industrial.
Hay en el proyecto una extensa exposición referente a los negocios de tránsito que se prevén en jurisdicción de la comisión, destacándose atención a las flotillas balleneras en estada, invernada, reparaciones de diques y astilleros, suministros de proveeduría y particularmente los aspectos relacionados con el Mercado Ballenero Sudamericano.
La atención del comercio con destino al sur, particularmente productos, fija sobremanera la necesidad de anular los impuestos sobre comercio de tránsito por el perjuicio que a corto plazo se dejará sentir, incluso en el comercio de entes autónomos del Estado.
Al destacar por contraste estas operaciones ideadas para la Antartica, es que resalta lo que significa para el país las facilidades en puertos francos y utilización de depósitos fiscales, para mercaderías y naves propias o internacionales. Resulta de evidencia que la Administración de Puertos al discriminar los servicios por imperativo de la comisión propuesta, esforzaría su atención y cumplimiento, evitándose negligencias justificadas por factores económicos; esta competencia en jurisdicciones está bien desarrollada y atiende la autonomía que impuso la ley.
El gobierno de la comisión se particulariza por disponer de consejo de delegados, en carácter de asesores y designados, a términos fijos, por instituciones públicas y privadas; además el gobierno se destaca por su funcionamiento ágil, sin perder la responsabilidad en delegaciones.
El tesoro de la comisión se integra con participación estatal y proveniente de fuente nacional, en carácter de aporte voluntario discriminado, de donde resulta que la comisión es oficial pero, de tesoro mixto, lo cual además de factible crea una nueva modalidad de impulso para las investigaciones científicas uruguayas.
En el proyecto se articula el funcionamiento del Instituto de Enseñanza del Antartico con función de capacitación, creación de museo, archivo y biblioteca y publicación de gran difusión de la revista "Antártida".

Finalmente, el proyecto es cauteloso y decisivo en los aspectos de interés nacional, tomando su tiempo de realización y respetando mucho las decisiones sobre aplicación de fondos
Julio C. Musso

## Publicaciones

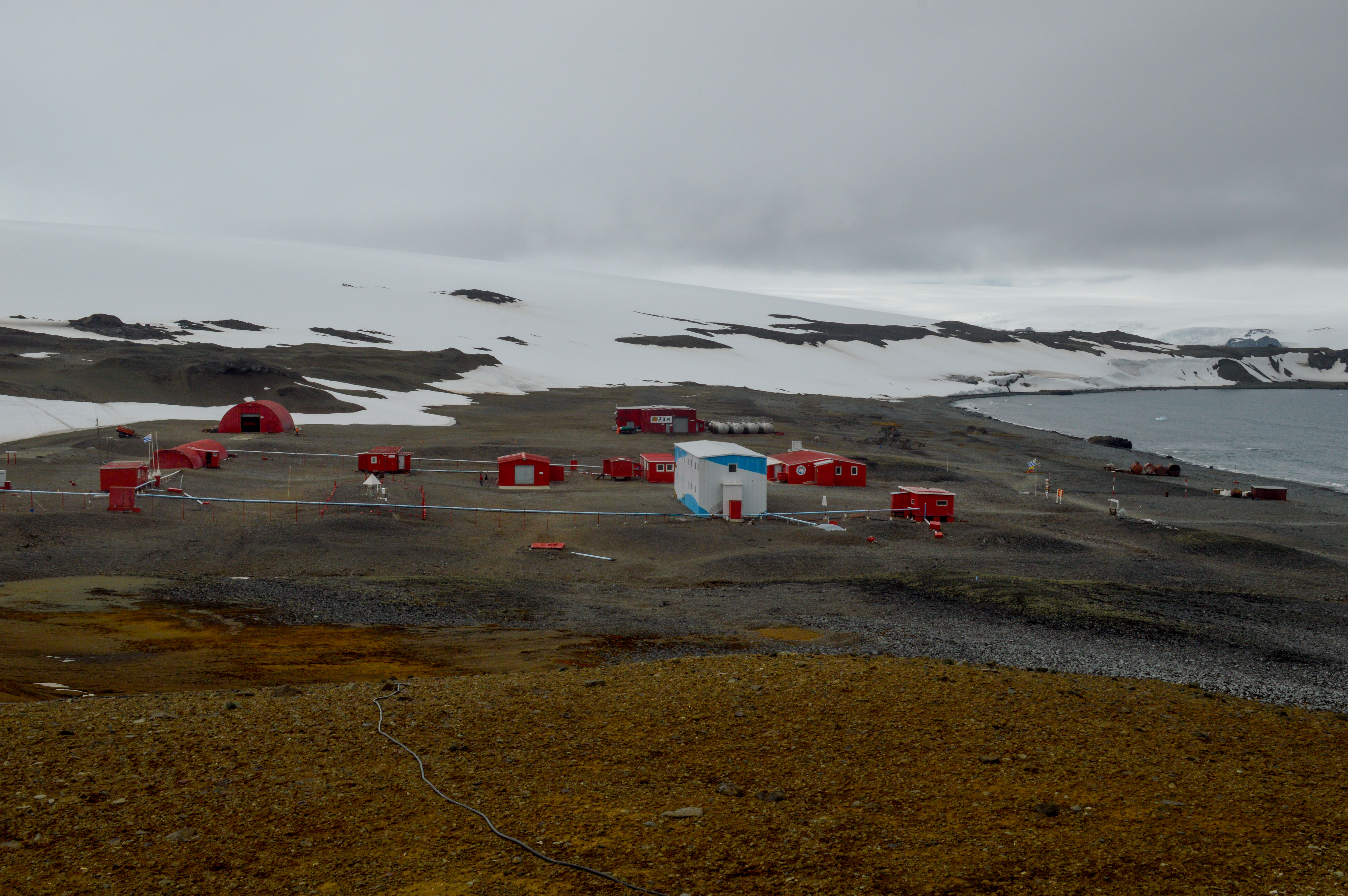
Vista de la base Artigas en 2019.

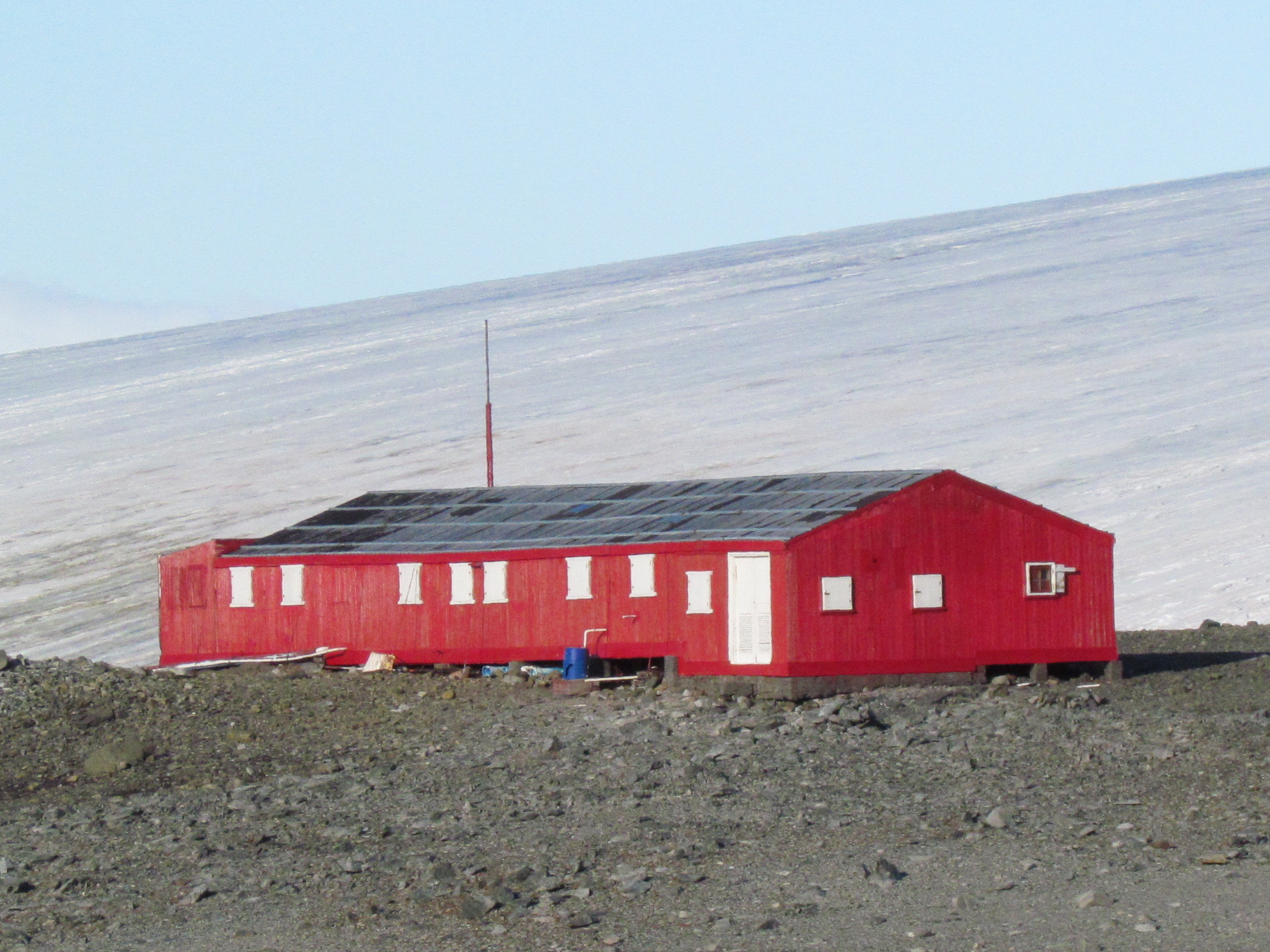
Vista de la Estación Ruperto Elichiribehety (ECARE) en 2011.

### RevistaAntártida Uruguaya(1962)
En 1962, el profesor Musso publicó la revista Antártida Uruguaya, con el lema «Por la creación de la Comisión Uruguaya de Cooperación Antártida», la cual trataba temas de Artesanía, Navegación, Ciencias y Actualidad, referidas al tema del Uruguay y la Antártida. 
La revista era de Publicación Mensual y tuvo solo dos ediciones, la primera en el mes de junio de 1962 y la segunda en el mes de julio de 1962. 
En el interior de las publicaciones, se anunciaba: PROPICIAMOS INSTITUTO ANTÁRTICO URUGUAYO, Cátedra, Museo, Bibliografía, Equipamiento expedicionario, APÓYELO.

### LibroAntártida Uruguaya(1970)
En 1970, con motivo de la Primera Convención Nacional Antártica que se realizara en la Biblioteca Nacional de Montevideo, el profesor Musso publicó el libro Antártida Uruguaya, editado por el diario El País. En este nuevo libro, reafirmó los conceptos iniciales de su proyecto antártico de 1961 y recopiló abundante información histórica y científica acerca de lo que llamaba la Antártida Uruguaya.

## COANCO
En el año 1973 estaba funcionando el COANCO (Comando Antártico Conjunto) con la finalidad de estudiar cómo el Uruguay podía establecer bases en la Antártida y analizar las posibles reclamaciones territoriales que se pudieran efectuar. 
En un informe de la Armada Nacional, elevado a la Junta de Comandantes en Jefe, se estudian las áreas reclamadas por cada país y las posibilidades de los territorios no reclamados, concluyendo que Uruguay debería hacer un reclamo de la zona comprendida "entre los 0º y 25º Oeste".

## La isla Bouvet
En 1977, C/N Carlos Travieso Fernández, publicó el libro "Geopolítica Atlanto – Antártida y de la Cuenca del Plata, en donde compilaba una serie de artículos periodísticos e investigaciones varias, en las que fundamentaba los límites de la "Antártida Uruguaya" y sugería que se instalara una estación meteorológica en la isla Bouvet. En el prólogo de la segunda edición, el autor decía: 

La primera edición, a mimeógrafo, fue publicada en   diciembre de 1971, por orden del señor Inspector General de Marina C/A don Guillermo Fernández, acerca de mis actuaciones,  lo que agradezco sentidamente, en relación a algunos problemas marítimos y en pro de una ANTÁRTIDA URUGUAYA.   Debo recalcar —si se quiere inmodestamente— que el planteo de la cuestión Antártida ha sido un éxito en varios sentidos: la propuesta ubicación de la ANTÁRTIDA URUGUAYA, su importancia estratégica y económica, y el plan económico progresivo de investigación.
Carlos Travieso Fernández

El C/N analizaba las reclamaciones territoriales existentes y por estas, evaluó cual debería ser el sector que correspondería a Uruguay en la Antártida, manifestando a un periodista, lo que escribe en su libro: "Correspondería hacer una declaración de principios, reivindicando la Antártida Uruguaya del 20E al 20W o 25W".

## Día de la Antártida Uruguaya

### Proyecto de ley de 1985
El 8 de mayo de 1985, el entonces senador Luis Alberto Lacalle presentó un nuevo Proyecto de Ley con la finalidad de señalar un día en el año como «Día de la Antártida Uruguaya» e impulsar el estudio y la difusión del tema entre las nuevas generaciones. En la exposición de motivos, Lacalle planteaba que: «se ha elegido el día 28 de agosto, por ser el de la fundación del Instituto Antártico Uruguayo que, inspirado en las enseñanzas del profesor Julio C. Musso, ha sido el ámbito en que nació y creció la vocación antártica de nuestra Patria».

### Ley Nº 15918 del 10 de diciembre de 1987
El texto original de esta Ley decía: 
"Artículo 1º.- Establécese el "Día de la Antártida Uruguaya", que se celebrará el 7 de octubre de cada año. 
"Día de la Antártida Uruguaya", Ley Nº 15.918 del 10 de diciembre de 1987. 
Esta ley fue modificada en 2003, luego que Uruguay fuera aceptado como Miembro Consultivo del Tratado Antártico, el 7 de octubre de 1985, modificándose el texto que quedó como sigue: "DÍA DE LA ANTÁRTIDA" - Se declara que se celebrará el 7 de octubre de cada año. 
Fuente: Comisión de Constitución, Códigos, Legislación General y Administración. Carpeta Nº 2224 de 2002 - Anexo I al Repartido Nº 992 - Junio de 2003

## Calle "Antártida Uruguaya", en Montevideo
Homenajes antárticos, en el nomenclátor de Montevideo: calle ANTÁRTIDA URUGUAYA (ex continuación Tomkinson, que va desde la zona de Punta Yeguas hasta el camino San Fuentes). "Zona de la Antártida donde el Uruguay ejerce su soberanía en su calidad de miembro consultor, dentro del régimen de cooperación internacional". (Ver Pioneros Antárticos, sección III “Plazuelas, plazoletas y espacios libres”, en la Nomenclatura de Montevideo de Alfredo Castellanos).
Fuente: Nomenclator de Montevideo, Actualización 1991-1996. Antonio Mena Segarra (páginas 1080 y 1081)